# Domaszék
Domaszék nagyközség Csongrád-Csanád vármegye Szegedi járásában.

## Fekvése

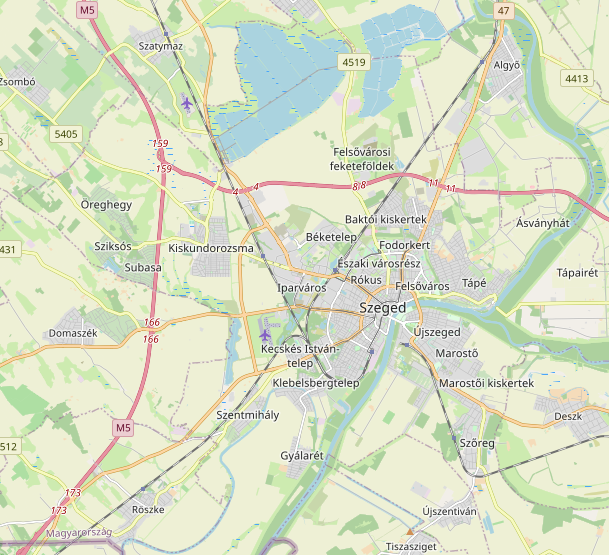
Domaszék Szeged környéke térképén

A település a Dél-Alföldön fekszik, Szegedtől 11 kilométerre nyugatra.
A szomszédos települések: dél felől Röszke, nyugat felől Mórahalom, északnyugat felől pedig Zákányszék és Bordány; északi és keleti irányból a megyeszékhelyhez, Szegedhez tartozó területek határolják.

### Megközelítése
A község két legfontosabb közúti megközelítési útvonala az M5-ös autópálya és az 55-ös főút, ezek révén az ország távolabbi részei felől is könnyen elérhető. Központját az 54 123-as számú mellékút tárja fel, külterületei között elhalad az 5431-es út, és déli határszélét érinti még az 5512-es út is.

## Története
Domaszék községet 1952-ben alapították, de már régóta lakott a szeged környéki tanyavilág.

## Közélete

### Polgármesterei
- 1990–1994: Dobó Szilveszter (független)[3]
- 1994–1998: Dobó Szilveszter (független)[4]
- 1998–2002: Börcsök Lajos (független)[5]
- 2002–2005: Börcsök Lajos (független)[6]
- 2005–2006: Kispéter Géza (független)[7][8]
- 2006–2010: Kispéter Géza (független)[9]
- 2010–2014: Kispéter Géza (független)[10]
- 2014–2019: Kispéter Géza (független)[11]
- 2019–2024: Sziráki Krisztián (független)[12]
- 2024– : Sziráki Krisztián (független)[1]

A településen 2005. június 26-án időközi polgármester-választást kellett tartani, mert az előző faluvezetőnek – még tisztázást igénylő okból – megszűnt a polgármesteri tisztsége. A választáson ennek ellenére ő is elindult, de alulmaradt egyetlen kihívójával szemben.

## Népesség
A település népességének változása:
| Lakosok száma | 4885 | 4880 | 4919 | 5060 | 4823 | 4769 | 4731 |
|               | 2013 | 2014 | 2015 | 2021 | 2022 | 2023 | 2024 |

2001-ben a település lakosságának 99%-a magyar, 1%-a egyéb nemzetiségűnek vallotta magát.
A 2011-es népszámlálás során a lakosok 86,3%-a magyarnak, 0,3% cigánynak, 0,5% németnek, 1,1% románnak, 0,7% szerbnek mondta magát (13,6% nem nyilatkozott; a kettős identitások miatt a végösszeg nagyobb lehet 100%-nál). A vallási megoszlás a következő volt: római katolikus 53,1%, református 3,1%, evangélikus 0,2%, felekezeten kívüli 16,3% (25,3% nem nyilatkozott).
2022-ben a lakosság 89,5%-a vallotta magát magyarnak, 0,6% cigánynak, 0,4% szerbnek, 0,4% románnak, 0,4% németnek, 0,1% horvátnak, 0,1% szlováknak, 2,8% egyéb, nem hazai nemzetiségűnek (10,4% nem nyilatkozott; a kettős identitások miatt a végösszeg nagyobb lehet 100%-nál). Vallásuk szerint 37,7% volt római katolikus, 2,5% református, 0,2% görög katolikus, 0,4% evangélikus, 0,1% ortodox, 1,7% egyéb keresztény, 0,8% egyéb katolikus, 14,5% felekezeten kívüli (42% nem válaszolt).

## Ünnepei, rendezvényei
- Falunap
- Szüreti Nap
- Búcsú (Szent Kereszt, Zöldfás templom)
- Adventi ünnepségsorozat
- Megyejáró néptáncfesztivál

## Egyházi élet
Domaszék lakosainak többsége római katolikus vallású. 1938-ban épült fel a Szent Istvánnak szentelt római katolikus templom a Zöldfási iskola mellett (búcsúja: augusztus 20-a). 1988-ban a község területén épült fel a Szent Kereszt római katolikus templom (búcsúja: szeptember 2. vasárnapja). 

A rendszerváltás után, amikor újra lehetett civil szervezeteket létre hozni, megalakult az 503. számú Klebelsberg Kúnó cserkész csapat, mely a kilencvenes években aktív ifjúsági életet valósított meg az egyházközségben.

### Keresztek az út szélén
Domaszékre is jellemző a régi magyar szokás, keresztek állítása.

## Kisvasút
Domaszéken 1927-től 1975-ös megszűnéséig működött egy keskeny nyomtávú gazdasági vasút. Szegedről indult a vonal, majd a Kunhalom állomásnál ágazott kétfelé. Egyik ága Ásotthalomig, a másik Pusztamérgesig közlekedett.
A domaszéki állomásépületet felújították, benne a régi tanyasi élettel és a kisvasúttal kapcsolatos kiállítás tekinthető meg.

## Civil szervezetek
- Domaszék Judo ISE
- Domaszék Szebb Jövőjéért Alapítvány
- Domaszéki Élhetőbb Faluért Közhasznú Egyesület
- Domaszéki Ifjúsági Önkormányzat
- Equest Sport Lovasklub és Közhasznú Alapítvány
- Gazdák és Vállalkozók Domaszéki Egyesülete
- Jázmin Nyugdíjasklub
- Minden Megoldható Egyesület
- Nagycsaládosok Domaszéki Egyesülete

## Testvértelepülései
- Lövéte (Románia)
- Wolbrom (Lengyelország)
- Királyhalom (Vajdaság)

## Külső hivatkozások
A település történetéről megjelent kötetek:
- Bálint Ibolya: Doma homokján. Domaszék, 2001. Kiadta Domaszék Község Önkormányzata a Nemzeti Kulturális Örökség Minisztériuma támogatásával. ISBN 963 007593 8
- Bálint Ibolya: Oltárkő a katedrán. Domaszék, 2004. Kiadta Domaszék Község Önkormányzata a Nemzeti Kulturális Örökség Minisztériuma támogatásával. ISBN 963 460497 8